# Тіберій Гракх
Тіберій Семпроній Гракх (лат. Tiberius Sempronius Gracchus, (162 до н. е.. — 133 до н. е.) —  давньоримський політичний діяч, старший брат  Гая Гракха.

## Початок діяльності
Про його рід і виховання див. Гракхи. Вперше відзначився під час  третьої Пунічної війни; його хоробрість була визнана суворим Сципіоном Еміліаном.
Відправлений квестором до Іспанії, він зробив по дорозі багато повчальних спостережень над станом римських земель; особливо в  Етрурії він був вражений пустельністю країни і зникненням селян-землевласників. У нього склалося переконання, що переважання великого землеволодіння і страшне збіднення середнього класу — істотний недолік римського економічного і соціального ладу і джерело всіх лих республіки.

## Законодавство
Повернувшись до Риму, він домігся обрання в трибуни (134) і запропонував закон (lex agraria), за яким визначалася вища норма володіння громадської землею (ager publicus) — саме, 500 югерів на людину (югер = 1 / 4 десятини), а якщо у власника є сини, то на частку кожного ще по 250 югерів — втім, не більше 1000 югерів на сім'ю.
Створені внаслідок цього правила відрізки від існуючих до того часу великих володінь повинні були надійти в казну для роздачі ділянками по 30 югерів безземельним громадянам на умовах спадкової оренди. Ділянки повинні були рахуватися невідчужуваними (відмінність від Ліцінієвих законів). Отримувачі їх зобов'язані були обробляти їх і платити в скарбницю помірний оброк.

## Протидія сенату
Цей закон, що завдавав удару великому аристократичного землеволодінню, знаходив діяльну підтримку тільки у тісному колі друзів і родичів Тіберія Гракха і викликав запеклу протидію з боку більшості сенатської аристократії. М'який по природі Тіберій мимоволі повинен був вдатися до революційного способу дій. Боротьба почалася з того, що один з товаришів Тіберія по трибунату,  Марк Октавій, наклав своє вето на закон. Тоді Гракх порушив недоторканність трибунської влади, задав народу питання: «чи може залишатися трибуном той, хто йде проти інтересів народу?». Голосування вирішило питання проти Октавія, і він силою був зведений з лави трибунів. Тепер закон пройшов, і призначена була комісія для його здійснення: до комісії увійшли сам Гракх, його брат Гай і тесть Аппій Клавдій. Побоюючись помсти з боку ворогів, Тіберій став ходити по вулицях у супроводі численногої озброєного натовпу охоронців.
Особливо він боявся настання нового року, коли скінчиться його трибунат, а разом з тим і гарантія недоторканності. Тому він всупереч закону (не можна було два роки поспіль займати одну і ту ж посаду) виставив свою кандидатуру на виборах в трибуни 133 до н. е.

## Вбивство Гракха
На випадок, якщо б аристократія стала протидіяти його обранню, в день виборів ним була приготовлена збройна сила. У сенаті, що зібрався по сусідству з місцем народних зборів, почали лунати голоси, які вимагали негайної страти бунтівника і порушника вікових установлень. У той же час у народних зборах почувся тріск від випадково зламаної лави. Сенатори прийняли цей тріск за початок обурення і, схопивши в руки перші-ліпші важкі предмети, вибігли на площу. Народ розступився; натовп сенаторів прямо попрямувала до трибуну. Серед того, що сталося шуму Гракх не міг говорити і рукою показав на свою голову на знак того, що йому загрожує небезпека. Цей жест негайно ж пояснили, як вимога царської діадеми, і народ (не сільське населення, а міський пролетаріат, який не зацікавлений у долі Гракхового закону) абсолютно відступився від трибуна. Тіберій Гракх намагався втекти, але оступився і був убитий.
Згідно з  Веллея Патеркула, коли Гракх «втікав по схилу Капітолія, його наздогнав уламок лави».
У той же день убито 300 прихильників Тіберія, а потім почалися кримінальні переслідування, хоча аграрний закон скасований не був і комісія продовжувала діяти, і місце вбитого в ній посів тесть  Гая Гракха, Публій Красс Муціан, а по смерті останнього і Аппія Клавдія їх замінили Марк Фульвій Флакк і Гай Папір Карбон. Комісія працювала успішно і протягом 5 років довела кількість селян-землевласників з 300000 до 400000. Доля Тіберія Гракха виявила відсталість римської аристократії і нездатність її до своєчасного задоволення народних потреб. Друзі народного справи і прихильники корінних реформ переконалися, що для успіху їх починань необхідно перш за все послабити в політичному ладі переважання аристократії. Палким діячем в цьому напрямку став молодший брат Тіберія Гракха, Гай Гракх.